# Lluís de Borbó i Farnese
Lluís Antoni Jaume de Borbó i Farnese (Palau del Buen Retiro, Madrid, 25 de juliol de 1727 - Arenas de San Pedro, 7 d'agost de 1785) va ser un infant d'Espanya, fill del rei Felip V d'Espanya i la seva segona esposa Isabel Farnese. Com en el cas dels seus altres germans, Lluís Antoni formà part de la política de la seva mare per garantir una alta posició per als seus fills, aconseguint-los un regne. En el cas de Lluís, el 1735 va rebre, amb només vuit anys, l'administració temporal de l'arquebisbat de Toledo i el mateix any era creat cardenal per Climent XII. Anys després obtenia també la mitra de Sevilla i se li atorgava l'administració espiritual de les seves diòcesis. Malgrat la carrera eclesiàstica que se li va procurar, Lluís mai va arribar a ordenar-se sacerdot, sinó que es va mantenir com a laic i, de fet, demostrant la seva nul·la vocació religiosa, gairebé mai va visitar les diòcesis que tenia al seu càrrec.
Precisament per la seva inexistent vocació religiosa des de la infantesa, el 1754 demana poder renunciar a tots els seus càrrecs eclesiàstics, cosa que finalment aconsegueix. No obstant això, i malgrat els desitjos que tenia de casar-se va tenir moltes dificultats per fer-ho, sobretot a causa de la negativa del seu germà Carles III d'Espanya, que veia perillar la successió del seu fill, que no havia nascut a Espanya sinó a Nàpols, contravenint la llei de successió de Felip V i, per tant, veia al seu germà com un possible usurpador. Per aquesta raó, Lluís només va obtenir permís per casar-se un cop el rei va haver promulgat una pragmàtica matrimonial el 1776. Va casar-se així amb María Teresa de Vallabriga, esdevenint un matrimoni morganàtic que l'excloïa a ell i als seus fills de la successió per la pragmàtica de Carles III.
Arribat aquest punt, Lluís va retirar-se de la cort. Va residir a diversos indrets, però per la seva proximitat a Madrid va haver d'instal·lar-se finalment de forma definitiva a Arenas de San Pedro (Àvila), on es formarà una cort de caràcter il·lustrat entorn seu, que va convertir-se en un important focus de cultura i que va comptar amb la presència d'artistes, i altres servidors, als quals l'infant els feia de mecenes, inclosos el pintor Francisco de Goya i el músic Luigi Boccherini.

## Biografia
Va néixer el 25 de juliol de 1727, poc abans de les set del matí. Era el quart i darrer fill mascle nascut del matrimoni del rei Felip V d'Espanya i de la seva segona esposa, Isabel Farnese. Segons la Gaceta de Madrid del 29 de juliol, l'infant va néixer robust, formós i gaudint d'una bona constitució corporal, en un part sense conseqüències negatives per a la reina; ràpidament va ser batejat amb el nom de Lluís Antoni Jaume de Borbó i Farnese, en presència del nunci apostòlic, ambaixadors i altres personalitats de la reialesa i la noblesa. Era net per via paterna del Gran Delfí, Lluís de França i de la seva esposa Maria Anna de Baviera; per via materna ho era del duc de Parma Odoard II i de la seva esposa, la duquessa Dorotea Sofia del Palatinat-Neuburg.
L'infant va ser una persona de poc caràcter, afable i trempat, extravagant a l'hora de vestir i amb una agitada vida amorosa. A causa del seu feble caràcter, va ser incapaç d'imposar-se a les persones que l'envoltaven i al llarg de tota la seva vida va romandre sota la influència dels seus parents: primerament de la seva mare, però també dels seus germans, els monarques Ferran VI i Carles III, i finalment de la que seria la seva esposa, María Teresa de Vallabriga.

### Educació
Va tenir una educació pobra en tots els àmbits. En la seva infància va gaudir de lliure albir per actuar per part dels seus preceptors, que no van encarregar-se degudament de l'infant, sinó més aviat tot el contrari. A més, l'escassa personalitat esmentada de Lluís sembla que tampoc van despertar l'interès per cap matèria d'alta cultura, però sí un cert interès per relacionar-se amb persones d'extracció inferior a la seva, com s'expressa en aquest informe del jesuïta Martín García dirigit a Ferran VI:
| «                                       | (castellà) Nunca hallé a S.A. en la útil lección de un libro, o en conversación de materias que enriquezcan el entendimiento de el que las posee. El empleo de su Alteza en las mañanas (tiempo en que me presento ante su alteza) o son maniobras humildes o conversaciones con los criados inferiores. Se despidieron los maestros fomentado un continuo ocio que puede ser causa de gravísimo daño. Quanto idea Su Alteza para su diversión se le facilita. | (català) Mai vaig trobar a S.A. en l'útil lliçó d'un llibre o en conversa de matèries que enriqueixin l'enteniment de qui les posseeix. La feina de sa altesa al matí (moment en què em presento davant de sa Altesa) o són maniobres humils o converses amb els criats inferiors. S'acomiadaren els mestres fomentant un continu oci que pot ser causa d'un mal gravíssim. Tot allò que idea Sa Altesa per la seva diversió li és facilitat. | » |
| — Extret de: López Marinas, 2009, p. 78 | | |   |

No obstant aquesta situació general que ens presenta García, el cert és que hi va haver un únic àmbit en què sí que va destacar la seva educació. La reina Isabel Farnese va voler transmetre al seu fill tota la seva passió per les belles arts, i el 1735 va encarregar al governador de la Casa del Infante, el marquès de Scotti, la formació artística de l'infant, que va arribar a despertar molt d'interès en aquesta matèria. Així, malgrat que s'havia decidit que l'infant tindria una carrera eclesiàstica, el cert és que no va rebre cap mena d'educació espiritual, però en canvi va rebre una completa formació artística. Tant és així, que amb pocs anys, el 1739 va sufragar el projecte de restauració de l'església dels Sants Just i Pastor de Madrid. A més, també es va encarregar de promoure l'art italià a la cort, i amb sols tretze anys va comprar obres d'art del llegat de la difunta reina Maria Anna del Palatinat-Neuburg, vídua de Carles II.

### Carrera eclesiàstica

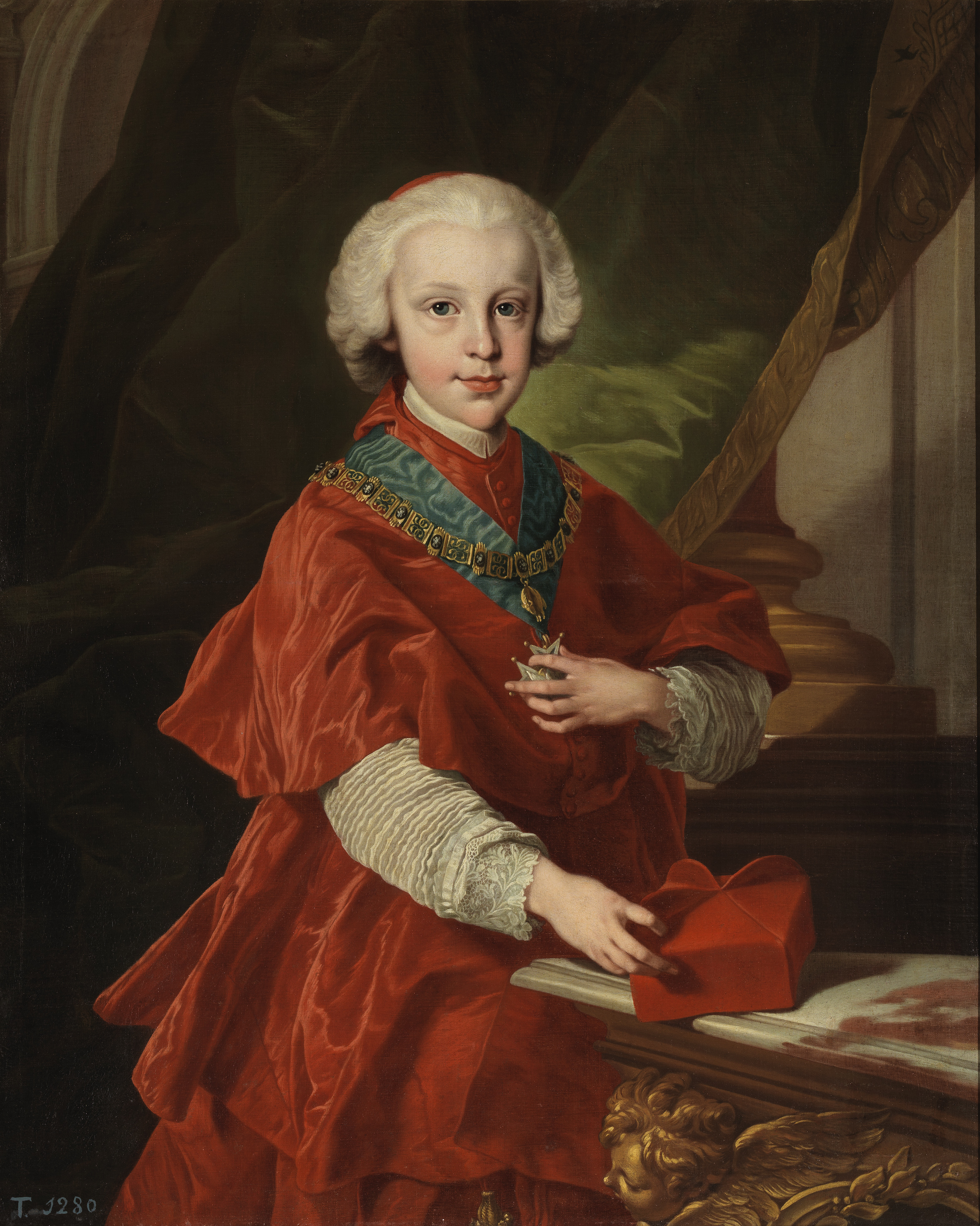
L'infant Lluís amb l'hàbit de cardenal vers el 1737. Oli sobre llenç de Van Loo (Museu del Prado).

Situat en una posició sense gaires possibilitats en la llista successòria, va sotmetre's a la voluntat d'Isabel Farnese, que s'havia encarregat de proporcionar els trons de diversos regnes italians als seus fills mascles. No obstant això, en el cas de Lluís, això ja no va ser possible i se li va procurar una carrera eclesiàstica. Aparentment en sortia perjudicat, però en realitat, aquesta carrera va consistir bàsicament en l'administració temporal de les arxidiòcesis de Toledo i de Sevilla, que eren, de fet, les dues més importants de la monarquia, tant en extensió com en riquesa. A més, també va ser nomenat cardenal de l'Església Catòlica.
S'inicien unes difícils negociacions amb la Santa Seu, encapçalades pel cardenal Luis Antonio de Belluga Moncada en representació del monarca espanyol. El 24 de maig de 1734, el cardenal es va entrevistar amb el papa Climent XII, a qui va transmetre la resolució de Felip V respecte a la qüestió:
| «                       | (castellà) […] nombrar para el arzobispado de Toledo al infante D. Luis «para que S. S. se lo diese en encomienda y admon. hasta la edad conveniente, aviendo primero hecho las devidas consultas con los theologos, etc.. y hallado que en las edades de cinco, seis y diez años la Sta. Sede no avia dificultado conferir Obpdos. y Arzobpdos. en encomienda y administración». | (català) […] nomenar per l'arquebisbat de Toledo a l'infant Lluís «perquè S.S. li doni en comanadoria i administració fins a l'edat convenient, havent fet primer les degudes consultes amb els teòlegs, etc. i sabent que en les edats de cinc, sis i deu anys la Santa Seu no s'havia dificultat el conferir bisbats i arquebisbats en comanadoria i administració». | » |
| — Olavide, 1902, p. 438 | | |   |

El papa mostrà reticències al nomenament de l'infant en els termes que especificava Felip V, perquè allò podia suposar un escàndol, perquè des del Concili de Trento, aquestes qüestions s'havien endurit. No obstant això, per la banda espanyola, es va presentar l'exemple del cardenal-infant Ferran d'Àustria, fill de Felip III, nomenat cardenal i arquebisbe de Toledo després del Concili de Trento, però el papa argumentà que l'infant Ferran va ser fet cardenal a deu anys i arquebisbe de Toledo als dotze, per tant, molt diferent del que es pretenia fer amb Lluís Antoni. Cansat, Felip V va enviar directament una carta de presentació el 19 de juliol de 1734, tot i així sembla que el papa va seguir mantenint la seva postura. Finalment, el setembre de 1735, Felip V va oferir al papa la reobertura de la nunciatura a Espanya, tancada des de la Guerra de Successió i una mediació amb el Regne de les Dues Sicílies, en un moment en què els interessos espanyols estan posats en Itàlia, i, a més, amb el fill de Felip, Carles, en el tron de les Dues Sicílies. Climent XII va accedir i el 19 de setembre de 1735, amb només vuit anys, Lluís va ser nomenat administrador temporal a perpetuïtat dels béns de la diòcesi de Toledo, la més gran i rica del país; l'infant no va ser nomenat arquebisbe, car, a més de no d'estar ordenat sacerdot, des del Concili de Trento es prohibia expressament l'ordenació sacerdotal de nens i, per tant, tan sols va ser-ne nomenat administrador, quelcom usual per agraciar monarquies i l'alta noblesa.
Tres mesos després, el mateix any, el 3 de desembre se l'imposà l'hàbit de l'orde de Santiago al monestir de San Lorenzo d'El Escorial, atorgant-li el dret a ostentar la creu de l'orde i se li van concedir les comanadories de diverses ordes: Clavería, Segura de la Sierra, Bejís i Castell de Castells de la de Calatrava; Azuaga i La Granja, de la de Santiago; i Cabeza del Buey, de la d'Alcántara. A banda d'això, l'infant Lluís també ostentava els collars de l'orde del Toisó d'Or i de la francesa orde de l'Esperit Sant. A més, pocs dies després, el 9 de desembre va ser creat cardenal, del mateix any del títol de diaca de Santa Maria della Scala, sent-li imposat el capell cardenalici el 17 de març de 1738 al palau del Pardo. El 19 de novembre de 1741, ordenat de prima tonsura, que no com a sacerdot, se li va atorgar l'administració temporal de l'arxidiòcesi de Sevilla, la segona més important després de Toledo, que havia quedat vacant, amb retenció de la mitra toledana, quelcom que va suscitar antigues rivalitats entre ambdós arquebisbats. En obtenir aquesta nova diòcesi, també se'l va nomenar administrador en matèria espiritual. De fet, sumat als títols que ja ostentava, la renda anual del cardenal-infant ascendia a 160.635.454 maravedís, que segons cita López Marinas equivaldrien a uns 160 milions d'euros de 2009. Tanmateix, cal esmentar que l'Església mai va arribar a publicar aquests nomenaments pel poc prestigi que desprenia nomenar un nen en aquests càrrecs.
No obstant els seus càrrecs i la carrera religiosa en si, a mesura que el cardenal-infant creix no se li despertà una vocació religiosa, de fet, gairebé no va residir en les diòcesis a càrrec seu. En la seva joventut els seus interessos eren llunyans a l'Església: dansa, música, caça, mecànica, esgrima, jocs de taula... entre totes les seves aficions destacava l'atracció per les dones, quelcom que era inconcebible per algú de l'estament eclesiàstic. A partir de 1746, any de la mort de Felip V, Lluís va passar a viure amb la seva mare Isabel Farnese a la Granja de San Ildefonso —la qual tot i la mort de Felip V intentava intervenir en la política reial— on va dedicar gran part del seu temps a dues de les seves passions: les belles arts i la caça, i altres activitats lligades a la seva edat però impròpies de les dignitats eclesiàstiques que ostentava.
De fet, la poca vocació i el nul interès en la gestió de les diòcesis es van traduir el 1754 en la petició demanada al llavors ja rei Ferran VI amb decisió d'abandonar el càrrec de cardenal i l'administració de les arxidiòcesis de Toledo i Sevilla, sota el pretext d'aspirar «a una major tranquil·litat del seu esperit i seguretat de la seva consciència», encara que anys més tard confessaria que va ser per la falta de vocació religiosa i la seva pròpia actitud, no compatibles amb el que obligava una carrera religiosa; aquest darrer punt fa referència possiblement a la seva inclinació a les relacions amb dones, que havien arribat a un punt que eren veritablement a la cort, especialment entre els cortesans pertanyents al clergat. Aquell mateix any va abandonar els seus càrrecs eclesiàstics. Va rebre una dispensa vitalícia de Benet XIV gràcies a la mediació del rei. Així doncs, Lluís abandonava tots els seus càrrecs i prebendes sense haver estat ordenat.

### Retorn a la vida civil

Escut que va utilitzar l'infant després de deixar els seus càrrecs eclesiàstics.

En abandonar els seus càrrecs a l'Església, Lluís va intentar contraure matrimoni per totes les vies, però sempre va topar amb la negativa dels seus germans Ferran i Carles. D'altra banda, el 1761, va comprar els títols, estats i béns pertanyents al comtat de Chinchón al seu germà Felip i en va esdevenir el XIII comte.
Mort el 1760 el rei Ferran sense descendència, per a Carles III, la retirada de la vida religiosa i el desig de casar-se del seu germà, implicava que aquest també voldria tenir descendència. Per al rei això suposava un problema, atès que el seu fill, el príncep Carles IV, havia nascut a la ciutat de Nàpols quan el seu pare era rei d'aquell regne, i en el cas que Lluís tingués fills podrien arribar a ser més aptes al tron que el seu propi fill. Això és degut a la normativa i legislació vigent sobre la successió instaurada des del regnat de Felip V, segons la qual s'establia:
| «                                                                       | (castellà) […] la sucesión de la Monarquía excluyendo la hembra aun más próxima al Reinante si hubiese varones descendientes del Rey Felipe, en línea directa o transversal [...], pero con circunstancia y condición que fuese este Príncipe nacido y criado en España, porque de otra manera entraría al Trono el Príncipe español inmediato; y en defecto [...], la hembra más próxima al último Rey. | (català) […] la successió de la Monarquia excloent la femella fins i tot més pròxima al Regnant si hi hagués mascles descendents del Rei Felip, en línia directa o transversal [...], però amb circumstància i condició que fos aquest Príncep nascut i criat a Espanya, perquè d'altra forma entraria al Tron el Príncep espanyol immediat; i en defecte [...], la femella més pròxima al darrer Rei. | » |
| — Vicenç Bacallar i Sanna, 1725. Extret de: Español Bouche, 1999, p. 27 | | |   |

Tanmateix, malgrat haver abandonat la carrera eclesiàstica, Lluís tenia una consciència moral catòlica forta. Aquesta situació extrema per a l'infant, que a causa de l'impediment que li posaven els seus germans, es va veure impossibilitat per a casar-se i el va fer buscar relacions extramatrimonials i amants sent solter per satisfer els seus desitjos sexuals. De fet, va tenir diverses aventures amoroses que van provocar escàndols a la cort: amb una d'elles, Ana María García, una dona originària de Palència, va tenir un fill i va arribar a ser perseguida per la justícia. Tanmateix, passava estones amb persones de baixa condició a les seves habitacions, una situació que li va provocar una malaltia venèria que li provocava grans picors i que cridava l'atenció a la cort. A causa d'aquest darrer escàndol, finalment, la solució va ser buscada pel mateix rei, i va permetre que Lluís es casés, però va buscar les condicions favorables per afavorir també als seus fills en la línia successòria. El 1776 inicia la promulgació d'una sèrie de decrets per garantir-ne la successió i, tanmateix, per anul·lar els drets dinàstics de Lluís. El 23 de març promulga una pragmàtica general amb la qual els grans d'Espanya i els infants havien de demanar autorització al monarca per contraure matrimoni; un dels articles especificava que els descendents d'un infant contraient d'un matrimoni morganàtic quedaven automàticament exclosos de la successió reial.
El 15 d'abril d'aquell mateix any, promulgada la pragmàtica, Lluís escriu una carta al seu germà:
| «                                                                  | (castellà) Por principio de Religión y movido de estímulos de conciencia, me determine a solicitar de Vra. Mag. el permiso de casarme; enterado de la disposición en que V.M. se halla de condescender a mi suplica; y aciendome cargo, que acaso puedan presentarse reparos difíciles de hallanar, para proporcionarme un matrimonio con persona ygual; Pido aora formalmente a V.M. su R. permiso para contraer matrimonio con persona desigual, pero decente e ilustre, en los termines que lo previene la nueva Pragmática y ley establecida en 23 de Marzo de este año. | (català) Per principi de Religió i mogut d'estímuls de consciència, m'he determinat a sol·licitar de vostra majestat el permís de casar-me; assabentat de la disposició que V.M. es troba en condescendir la meva súplica; i fent-me càrrec, que potser es puguin presentar problemes difícils de solucionar per proporcionar-me un matrimoni amb una persona igual, demano ara formalment a V.M. el vostre reial permís per contraure matrimoni amb una persona desigual, però decent i il·lustre, en els termes que ho preveu la nova Pragmàtica i llei establerta el 23 de març d'aquest any. | » |
| — Lluís de Borbó i Farnese, 1776. Extret de: Olavide, 1902, p. 448 | | |   |

### Matrimoni
Aquesta vegada, Carles III finalment va accedir, però amb la condició que fos de família de «caballeros particulares distinguidos y honrados» i, d'altra banda, que li comuniqués amb antelació qui era l'escollida. Lluís va presentar la candidata, una aristòcrata aragonesa de segona fila: María Teresa de Vallabriga. Aprovada pel monarca, la parella va contraure matrimoni el 27 de juny de l'any 1776 a Olías del Rey.
Pel fet de ser un matrimoni morganàtic, va suposar-li apartar-lo a ell i a la seva descendència de la Corona espanyola. De fet, l'esposa no gaudiria de distincions o prerrogatives reials, tampoc llurs descendents, a més que no podien utilitzar el cognom «Borbó» ni les armes familiars, així com tampoc el títol d'infants o residir als reials llocs, per prohibició expressa de Carles III, fins al 4 d'agost de 1799 per autorització del seu cosí, el rei Carles IV, que va voler reparar els actes del seu pare, per la qual restableixen els honors i dignitats reials i es modifiquen les partides de baptisme, perquè fins llavors els fills de Lluís van utilitzar els cognoms materns.
La parella tingué quatre fills, tres dels quals arribaren a la maduresa:
- Luis María (Cadalso, 1777-Madrid, 1823). XIV comte de Chinchón i marquès de San Martín de la Vega. Va ser cardenal, arquebisbe de Toledo i de Sevilla.
- Antonio María (Arenas de San Pedro, 1779)[22] mort als pocs dies de néixer.
- María Teresa (Velada, 1780-París, 1828). XV comtessa de Chinchón i duquessa de Sueca. Casada amb Manuel Godoy.
- María Luisa (Velada, 1783-París, 1846). Casada amb Joaquín de Melgarejo y Saurín, duc de San Fernando de Quiroga.

- María Teresa de Vallabriga
(1750-1820)
- Luis María de Borbón
(1777-1823)
- María Teresa de Borbón
(1779-1828)
- María Luisa de Borbón
(1780-1846)

### Retir a Arenas de San Pedro

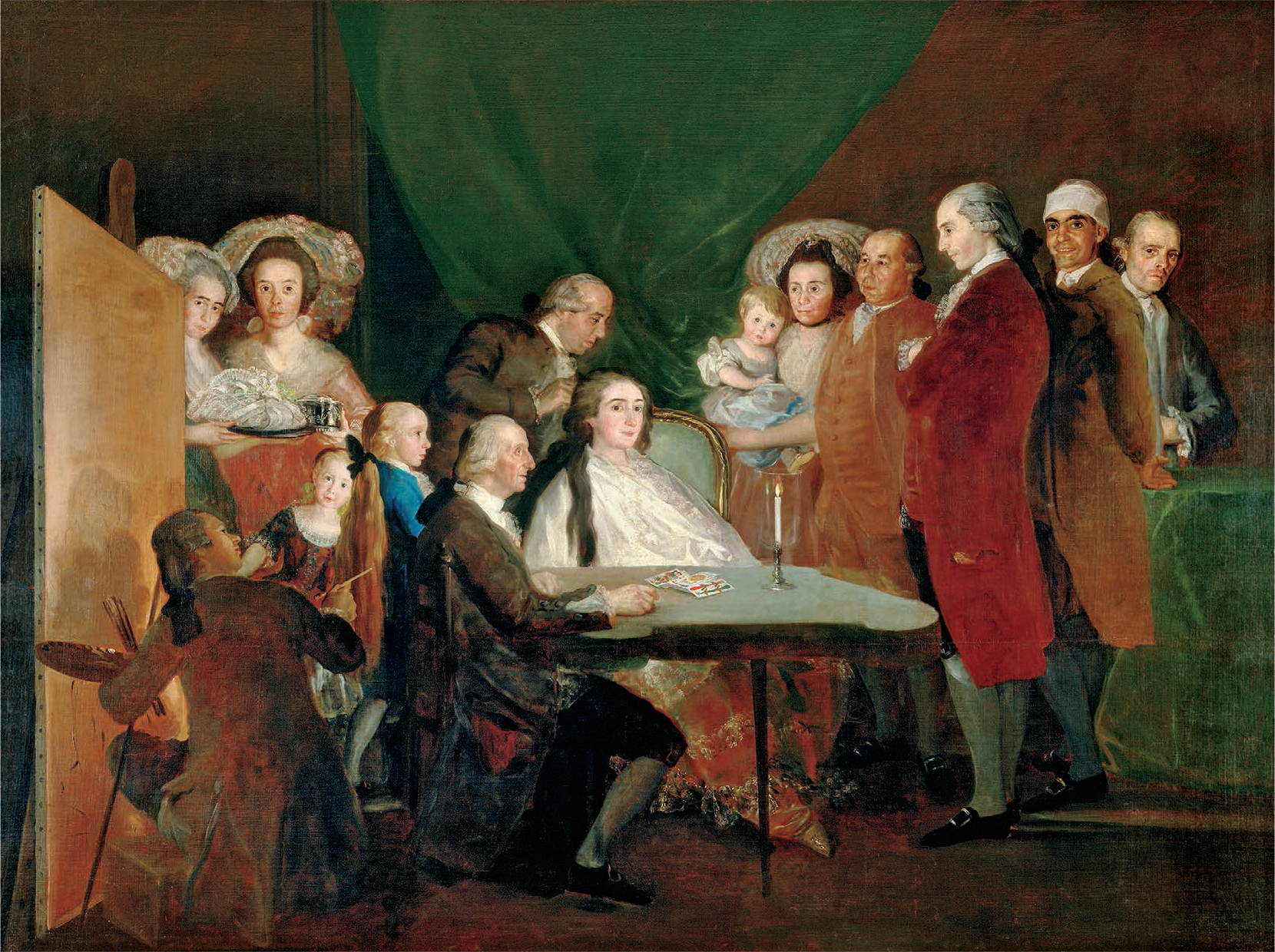
L'ambient cortesà que destil·la l'obra La família de l'infant Lluís de Borbó de Francisco de Goya (1784, Fundació Magnani-Rocca, Parma) és un exemple per retratar els darrers anys de vida de l'infant, assegut amb la seva esposa, i envoltat de servidors, destacant a la dreta en primer pla Luigi Boccherini.

Tan bon punt es va formalitzar el seu matrimoni morganàtic, Lluís va decidir retirar-se de la cort. Primerament va instal·lar-se al palau de la població de Boadilla del Monte, entre 1767 a 1777. Durant aquest període, l'infant va ostentar el títol de comte de Chinchón, que havia comprat al seu germà Felip el 1761, esdevenint-ne el XIII titular.
Tot i viure al marge dels afers de la cort, la realitat fou que Carles III, que sempre tingué una gran estima pel seu germà petit, mai va deixar de tenir-lo en compte, si bé tenia caràcter doble: amb Lluís era molt afectuós en la intimitat, però de cara a la galeria, especialment respecte a la família d'aquest, era fred i mostrava menyspreu. En diverses ocasions, cartes enviades per Lluís Antoni foren retornades sense obrir, en cas que anessin dirigides al rei, o obertes en el cas que anessin dirigides als ministres, però de manera indirecta a Carles III, de fet, la informació que rebia el rei del seu germà es feia de forma extraoficial, transmès pel primer ministre, el comte de Floridablanca, quan aquest realitzava les lectures de les cartes de Lluís en presència del monarca.
Tanmateix, Boadilla quedava massa a prop de la cort i el matrimoni Borbó-Vallabriga hagué de traslladar-se i passà per poblacions com Velada i Cadalso de los Vidrios, on neix el seu primer fill, Luis María. Finalment, l'infant i la seva família s'assenten a Arenas de San Pedro, a l'actual província d'Àvila, El 1778, l'infant ja viu a Arenas, però la seva situació econòmica era complicada, perquè el seu patrimoni estava format bàsicament per béns immobles i no pas per diners, malgrat això va comprar uns terrenys a la localitat i feu edificar el palau de la Mosquera, on traslladà mobles, obres d'art i altres objectes des del palau de Boadilla.
Allà, es va rodejar d'un nombre considerable de criats i persones dependents d'ell, alguns designats per Carles III i altres pel mateix infant, entre els quals s'incloïen el seu confessor, Urbano de los Arcos, el seu secretari personal, Juan Miguel de Aristia, així com una sèrie d'artesans de tota mena: rellotgers, sabaters, sastres... Així doncs, el que es crea a Arenas és una cort pròpia per a l'infant, que va arribar a aglutinar uns tres-cents servidors en total, entre els que residien permanentment al palau i els que no, Cal esmentar, que tant els criats com d'altres servidors i dependents, visquessin o no a palau, cobraven de l'infant. Tanmateix, a la Mosquera la situació entre era d'enfrontament, entre les dues principals camarilles, una representada pel confessor i el secretari de Lluís, fidels a Carles III, i una segona entorn de María Teresa de Vallabriga, que no es resignava a quedar-se en una posició secundària, tal com esmentava la Pragmàtica de 1776.
Des de l'inici del seu retir, Lluís es va dedicar a promoure encara més la cultura i les belles arts, participant en els cercles artístics de l'època, arribant a rivalitzar amb la mateixa corona. A més, a banda de les persones dependents esmentades, s'hi sumen uns altres. En aquest sentit, va tenir presència al seu palau grans personalitats de la cultura del moment, com Francisco de Goya, el qual va mantenir una estreta relació amb la família, però també hi va haver altres, com Luis Paret o Luigi Boccherini, als quals l'infant els feia de mecenes. Per tant, la característica especial d'aquesta cort a Arenas és que va servir com a focus de promoció de la cultura. Segons Fernando Rodríguez de la Flor, l'infant, que coneixia la malaltia de melangia del seu pare i dels seus germans, buscà un retir lluny de la cort de Madrid, però també va crear aquest ambient cortesà a Arenas que sens dubte es va convertir en un focus cultural en el segle de la Il·lustració, però que, segons aquest autor, arribar a denotar-se una espècie de període previ al Romanticisme.

### Mort

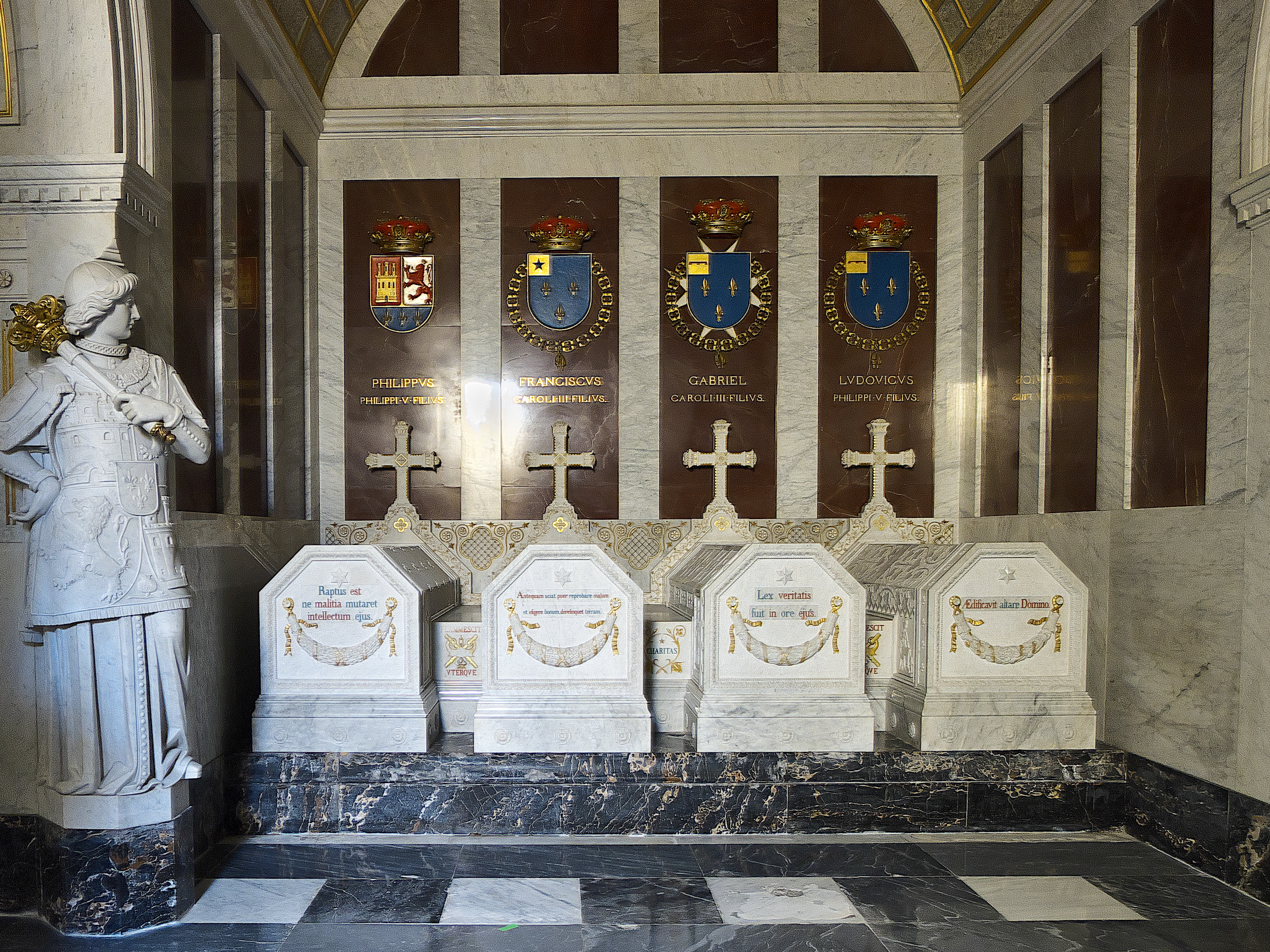
Tomba de l'infant Lluís (a la dreta) al Pavelló d'Infants de San Lorenzo de El Escorial. El conjunt escultòric fou promogut al per Isabel II.

Lluís Antoni de Borbó va morir el 7 d'agost de 1785 a la localitat on residia, Arenas de San Pedro, als 58 anys. En el seu testament va dictar que desitjava ser enterrat a la capella del seu palau de Boadilla del Monte. No obstant això, les seves darreres voluntats no van ser tingudes en compte i l'infant va ser enterrat a l'església de San Pedro de Alcántara a la mateixa localitat d'Arenas. Carles III ordenà i disposà que el seu enterrament es fes amb tots els honors que corresponien a un infant d'Espanya i es feu inventari dels seus béns, alguns dels quals es van incorporar a les col·leccions reials. Tanmateix, posteriorment fou enterrat definitivament al Pavelló d'Infants del monestir de San Lorenzo de El Escorial, l'1 de juny de 1801, durant el regnat del seu nebot el rei Carles IV.
D'altra banda, cal destacar que després de la mort de Lluís, Carles III gairebé no va prestar atenció a aquesta branca de la família, als quals sempre havia menyspreat, però per l'estima que tenia al seu germà sí que va atendre la darrera petició de l'infant i va procurar l'educació als seus tres fills, que fou confiada a l'arquebisbe de Toledo, Francisco Antonio de Lorenzana, qui es va oferir com a agraïment a l'infant que li havia concedit el càrrec amb consentiment de Ferran VI. No obstant això, el monarca procurà separar-los totalment de la seva mare, la qual fou obligada a mantenir-se confinada al palau de la Mosquera fins a l'any 1792.

## Llegat
Lluís Antoni d'Espanya ostenta el Rècord Guinness del cardenal ordenat més jove de la història amb 8 anys i 147 dies. Una parada del Metro de Madrid a Boadilla del Monte porta el seu nom.
El 2012, Patrimoni Nacional, en col·laboració amb el Banc de Santander, va realitzar l'exposició «Goya y el Infante don Luis: el exilio y el reino» al Palau Reial de Madrid, on es recreà l'entorn en què va viure Lluís Antoni durant el seu retir: el seu paper com a mecenes de les arts, les intrigues de palau entre l'infant, la camarilla d'Arenas de San Pedro i la nomenada des de la cort de Carles III. Així, es mostren no sols obres familiars de l'infant, sinó també d'artistes, principalment de Francisco de Goya, que mostren les vicissituds de l'època, encara que posteriors a la mort de l'infant, quan es fa la Declaració Universal dels Drets Humans i el moment d'esclat de la Revolució Francesa, i es qüestionen les formes socials anteriors.

## Ancestres
|  |                                         |  |  |  |  |  |  |  |  |  |  |  |  |  |  |  |
|  | 16. Lluís XIII de França                |  |  |  |  |  |  |  |  |  |  |  |  |  |  |  |
|  |                                         |  |  |  |  |  |  |  |  |  |  |  |  |  |  |  |
|  |                                         |  |  |  |  |  |  |  |  |  |  |  |  |  |  |  |
|  | 8. Lluís XIV de França                  |  |  |  |  |  |  |  |  |  |  |  |  |  |  |  |
|  |                                         |  |  |  |  |  |  |  |  |  |  |  |  |  |  |  |
|  |                                         |  |  |  |  |  |  |  |  |  |  |  |  |  |  |  |
|  | 17. Anna d'Àustria                      |  |  |  |  |  |  |  |  |  |  |  |  |  |  |  |
|  |                                         |  |  |  |  |  |  |  |  |  |  |  |  |  |  |  |
|  |                                         |  |  |  |  |  |  |  |  |  |  |  |  |  |  |  |
|  | 4. Lluís de França, el Gran Delfí       |  |  |  |  |  |  |  |  |  |  |  |  |  |  |  |
|  |                                         |  |  |  |  |  |  |  |  |  |  |  |  |  |  |  |
|  |                                         |  |  |  |  |  |  |  |  |  |  |  |  |  |  |  |
|  | 18. Felip IV d'Espanya                  |  |  |  |  |  |  |  |  |  |  |  |  |  |  |  |
|  |                                         |  |  |  |  |  |  |  |  |  |  |  |  |  |  |  |
|  |                                         |  |  |  |  |  |  |  |  |  |  |  |  |  |  |  |
|  | 9. Maria Teresa d'Àustria               |  |  |  |  |  |  |  |  |  |  |  |  |  |  |  |
|  |                                         |  |  |  |  |  |  |  |  |  |  |  |  |  |  |  |
|  |                                         |  |  |  |  |  |  |  |  |  |  |  |  |  |  |  |
|  | 19. Isabel de França                    |  |  |  |  |  |  |  |  |  |  |  |  |  |  |  |
|  |                                         |  |  |  |  |  |  |  |  |  |  |  |  |  |  |  |
|  |                                         |  |  |  |  |  |  |  |  |  |  |  |  |  |  |  |
|  | 2. Felip V d'Espanya                    |  |  |  |  |  |  |  |  |  |  |  |  |  |  |  |
|  |                                         |  |  |  |  |  |  |  |  |  |  |  |  |  |  |  |
|  |                                         |  |  |  |  |  |  |  |  |  |  |  |  |  |  |  |
|  | 20. Maximilià I de Baviera              |  |  |  |  |  |  |  |  |  |  |  |  |  |  |  |
|  |                                         |  |  |  |  |  |  |  |  |  |  |  |  |  |  |  |
|  |                                         |  |  |  |  |  |  |  |  |  |  |  |  |  |  |  |
|  | 10. Ferran Maria de Baviera             |  |  |  |  |  |  |  |  |  |  |  |  |  |  |  |
|  |                                         |  |  |  |  |  |  |  |  |  |  |  |  |  |  |  |
|  |                                         |  |  |  |  |  |  |  |  |  |  |  |  |  |  |  |
|  | 21. Maria Anna de Baviera               |  |  |  |  |  |  |  |  |  |  |  |  |  |  |  |
|  |                                         |  |  |  |  |  |  |  |  |  |  |  |  |  |  |  |
|  |                                         |  |  |  |  |  |  |  |  |  |  |  |  |  |  |  |
|  | 5. Maria Anna Victòria de Baviera       |  |  |  |  |  |  |  |  |  |  |  |  |  |  |  |
|  |                                         |  |  |  |  |  |  |  |  |  |  |  |  |  |  |  |
|  |                                         |  |  |  |  |  |  |  |  |  |  |  |  |  |  |  |
|  | 22. Víctor Amadeu I de Savoia           |  |  |  |  |  |  |  |  |  |  |  |  |  |  |  |
|  |                                         |  |  |  |  |  |  |  |  |  |  |  |  |  |  |  |
|  |                                         |  |  |  |  |  |  |  |  |  |  |  |  |  |  |  |
|  | 11. Enriqueta Adelaida de Savoia        |  |  |  |  |  |  |  |  |  |  |  |  |  |  |  |
|  |                                         |  |  |  |  |  |  |  |  |  |  |  |  |  |  |  |
|  |                                         |  |  |  |  |  |  |  |  |  |  |  |  |  |  |  |
|  | 23. Cristina de França                  |  |  |  |  |  |  |  |  |  |  |  |  |  |  |  |
|  |                                         |  |  |  |  |  |  |  |  |  |  |  |  |  |  |  |
|  |                                         |  |  |  |  |  |  |  |  |  |  |  |  |  |  |  |
|  | 1. Lluís de Borbó i Farnese             |  |  |  |  |  |  |  |  |  |  |  |  |  |  |  |
|  |                                         |  |  |  |  |  |  |  |  |  |  |  |  |  |  |  |
|  |                                         |  |  |  |  |  |  |  |  |  |  |  |  |  |  |  |
|  | 24. Ranuccio I de Parma                 |  |  |  |  |  |  |  |  |  |  |  |  |  |  |  |
|  |                                         |  |  |  |  |  |  |  |  |  |  |  |  |  |  |  |
|  |                                         |  |  |  |  |  |  |  |  |  |  |  |  |  |  |  |
|  | 12. Odoard I de Parma                   |  |  |  |  |  |  |  |  |  |  |  |  |  |  |  |
|  |                                         |  |  |  |  |  |  |  |  |  |  |  |  |  |  |  |
|  |                                         |  |  |  |  |  |  |  |  |  |  |  |  |  |  |  |
|  | 25. Margarida Aldobrandini              |  |  |  |  |  |  |  |  |  |  |  |  |  |  |  |
|  |                                         |  |  |  |  |  |  |  |  |  |  |  |  |  |  |  |
|  |                                         |  |  |  |  |  |  |  |  |  |  |  |  |  |  |  |
|  | 6. Odoard II de Parma                   |  |  |  |  |  |  |  |  |  |  |  |  |  |  |  |
|  |                                         |  |  |  |  |  |  |  |  |  |  |  |  |  |  |  |
|  |                                         |  |  |  |  |  |  |  |  |  |  |  |  |  |  |  |
|  | 26. Cosme II de Toscana                 |  |  |  |  |  |  |  |  |  |  |  |  |  |  |  |
|  |                                         |  |  |  |  |  |  |  |  |  |  |  |  |  |  |  |
|  |                                         |  |  |  |  |  |  |  |  |  |  |  |  |  |  |  |
|  | 13. Margarida de Mèdici                 |  |  |  |  |  |  |  |  |  |  |  |  |  |  |  |
|  |                                         |  |  |  |  |  |  |  |  |  |  |  |  |  |  |  |
|  |                                         |  |  |  |  |  |  |  |  |  |  |  |  |  |  |  |
|  | 27. Maria Magdalena d'Àustria           |  |  |  |  |  |  |  |  |  |  |  |  |  |  |  |
|  |                                         |  |  |  |  |  |  |  |  |  |  |  |  |  |  |  |
|  |                                         |  |  |  |  |  |  |  |  |  |  |  |  |  |  |  |
|  | 3. Isabel Farnese                       |  |  |  |  |  |  |  |  |  |  |  |  |  |  |  |
|  |                                         |  |  |  |  |  |  |  |  |  |  |  |  |  |  |  |
|  |                                         |  |  |  |  |  |  |  |  |  |  |  |  |  |  |  |
|  | 28. Wolfgang Guillem I del Palatinat    |  |  |  |  |  |  |  |  |  |  |  |  |  |  |  |
|  |                                         |  |  |  |  |  |  |  |  |  |  |  |  |  |  |  |
|  |                                         |  |  |  |  |  |  |  |  |  |  |  |  |  |  |  |
|  | 14. Felip Guillem I del Palatinat       |  |  |  |  |  |  |  |  |  |  |  |  |  |  |  |
|  |                                         |  |  |  |  |  |  |  |  |  |  |  |  |  |  |  |
|  |                                         |  |  |  |  |  |  |  |  |  |  |  |  |  |  |  |
|  | 29. Magdalena de Baviera                |  |  |  |  |  |  |  |  |  |  |  |  |  |  |  |
|  |                                         |  |  |  |  |  |  |  |  |  |  |  |  |  |  |  |
|  |                                         |  |  |  |  |  |  |  |  |  |  |  |  |  |  |  |
|  | 7. Dorotea Sofia de Neuburg             |  |  |  |  |  |  |  |  |  |  |  |  |  |  |  |
|  |                                         |  |  |  |  |  |  |  |  |  |  |  |  |  |  |  |
|  |                                         |  |  |  |  |  |  |  |  |  |  |  |  |  |  |  |
|  | 30. Jordi II de Hessen-Darmstadt        |  |  |  |  |  |  |  |  |  |  |  |  |  |  |  |
|  |                                         |  |  |  |  |  |  |  |  |  |  |  |  |  |  |  |
|  |                                         |  |  |  |  |  |  |  |  |  |  |  |  |  |  |  |
|  | 15. Elisabet Amàlia de Hessen-Darmstadt |  |  |  |  |  |  |  |  |  |  |  |  |  |  |  |
|  |                                         |  |  |  |  |  |  |  |  |  |  |  |  |  |  |  |
|  |                                         |  |  |  |  |  |  |  |  |  |  |  |  |  |  |  |
|  | 31. Sofia Elionor de Saxònia            |  |  |  |  |  |  |  |  |  |  |  |  |  |  |  |
|  |                                         |  |  |  |  |  |  |  |  |  |  |  |  |  |  |  |
|  |                                         |  |  |  |  |  |  |  |  |  |  |  |  |  |  |  |